# Джон Аптон
Джон Аптон — народився в Петуорті, Суссекс, Англія. Він був Цивільним інженером і представником, який працював на дорожніх заходах, каналах і портах вперше в Англії та в Росії. Спроєктував такі знакові будівлі, як Лазарєвські казарми, Севастопольський Акведук, Графську пристань, Башту вітрів

## Англійська кар‘єра
Його батько, Джон Аптон, був землеміром Джорджа Віндема, 3-го графа Егремонта в Петворт-хаусі. Граф дуже цікавився вдосконаленням доріг і водних шляхів. Здається ймовірним, що молодий Аптон отримав базові інженерні навички частково від свого батька та від роботи над схемами, спонсорованими графом. У 1815 році він працював над загальмованим проєктом будівництва каналу від Глостера до річки Северн у Берклі. Він опублікував план, згідно з яким канал повинен з’єднатися з річкою в Шарпнессі, а не в Берклі, і цей план зрештою було прийнято.
Він також працював будівельним підрядником, переважно в Південному Уельсі. До 1819 року він став геодезистом на частині дороги Лондон — Голігед, що проходить від Стоуні-Стретфорда, поблизу Мілтон-Кейнса, до Данчерча, Уорікшир під загальним керівництвом Томаса Телфорда, який, здається, високо цінував інженерні здібності Аптона.

## Кримінальні справи
У 1818 році його звільнили з проєкту каналу Глостер і Шарпнесс за неналежну закупівлю будівельних матеріалів. Перевірка будівельних робіт у Данчерчі на початку 1826 року показала, що він обманом обманював проєкт на понад 1000 фунтів стерлінгів. Його звинуватили в присязі в Нортгемптоні, але йому дозволили звільнити під заставу. За день до суду в липні 1826 року він утік і попрямував до російської місії в Лондоні, яка прагнула залучити інженерів для розширення Чорного моря. Помічник Аптона, Клемент Кларк, постав перед судом, але був засуджений до 6 місяців ув'язнення, оскільки працював під керівництвом. Аптон не тільки обдурив дорожній проєкт, але й отримав 3000 фунтів стерлінгів від родичів своєї дружини, які він не повернув, і не виплатив свою франшизу для поштового відділення Давентрі, залишивши свою поручицю сплатити 300 фунтів стерлінгів.

## Російська кар‘єра
Аптон зміг зробити Севастопольську гавань доступною для великих кораблів там, де інші не змогли. Він спроєктував водопровід, планування доріг і багато об’єктів міста і гавані Севастополя, включаючи Графську набережну. Він був уповноважений інженером і дослужився до звання інженер-полковника. В Одесі він збудував Приморські сходи за проєктом раніше російського архітектора. У Росії йому допомагали його сини Джон, Вільгельм, Томас і Самуель, які згодом стали архітектором і російським академіком. Джон Аптон багато працював у Севастополі над будівництвом величезного комплексу сухих доків для російського Чорноморського флоту. Ці доки були завершені безпосередньо перед початком Кримської війни. Після завершення облоги Севастополя Сухі доки були зруйновані британськими та французькими солдатами. Під час Кримської війни Вільяма Аптона на короткий час утримували британські військові, які сподівалися, що він розкриє подробиці оборони Севастопольської гавані.

## Сім‘я
У Росії разом з Аптоном працювали його сини Джон, Вільям (під час Кримської війни потрапив у британський полон), Томас та Самюел (1814—1879). Останній відомий як міський архітектор Севастополя (1838—1845), цивільний архітектор Нового Адміралтейства (1842—1845), архітектор Кавказьких Мінеральних Вод (1845—1864), міський архітектор Владикавказа (1864—18). У 1850 році обраний в академіки архітектури.